# Sayn-Wittgenstein-Karlsburg
I Sayn-Wittgenstein-Karlsburg erano un ramo laterale dei Sayn-Wittgenstein-Berleburg, creato nel 1694 dal Conte Casimiro per suo fratello Carlo Guglielmo.

## Conti di Sayn-Wittgenstein-Karlsburg (1694–1806)
- Carlo Guglielmo (1694–1749)
- Adolfo Luigi Guglielmo (1749–1806)